# Friburgo (região)
Friburgo (em alemão: Freiburg) é uma região administrativa (Regierungsbezirke) do estado da Alemanha de Baden-Württemberg e situa-se no sudoeste do país. Sua capital é a cidade de Friburgo na Brisgóvia.
Esta região corresponde, grosso modo, à antiga província histórica da Brisgóvia, ocupada pelos Habsburgos e, durante a época napoleónica, cedida ao Grão-Ducado de Bade. O seu território cobre a Floresta Negra bem como o vale do Reno.

## Divisões administrativas
Landkreise (distritos rurais)
- FR - Brisgóvia-Alta Floresta Negra (Breisgau-Hochschwarzwald)
- KN - Constança (Konstanz)
- EM - Emmendingen
- VS - Distrito da Floresta Negra-Baar (Schwarzwald-Baar-Kreis)
- LÖ - Lörrach
- OG - Distrito de Ortenau (Ortenaukreis)
- RW - Rottweil
- TUT - Tuttlingen
- WT - Waldshut

Kreisfreie Stadt
(cidade independente)
- FR - Friburgo na Brisgóvia (Freiburg im Breisgau)

Os distritos rurais estão agrupados em três sub-regiões ou associações regionais (Regionalverband):
- Alto Reno do Sul (Südlicher Oberrhein): Brisgóvia-Alta Floresta Negra, Emmendingen, Friburgo na Brisgóvia e Distrito de Ortenau;
- Alto Reno-Lago de Constança (Hochrhein-Bodensee): Constança, Lörrach e Waldshut;
- Floresta Negra-Baar-Heuberg (Schwarzwald-Baar-Heuberg): Distrito da Floresta Negra-Baar, Rottweil e Tuttlingen.

## Economia
O produto interno bruto (PIB) da região era de 86,9 mil milhões de euros (escala longa) em 2018, correspondendo a 2,6% da produção económica alemã. O PIP per capita ajustado ao poder de compra era de 35 300 euros ou 117% da média da União Europeia no mesmo ano. O PIB por trabalhador situava-se em 97% da média da União Europeia.